# Paul et les Jumeaux
Paul et les Jumeaux (The Edison Twins) est une série télévisée canadienne en 78 épisodes de 25 minutes diffusée du 3 janvier 1984 à 1986 sur le réseau CBC, et aux États-Unis du 3 mars 1984 au 17 décembre 1986 sur Disney Channel.
Au Québec, elle a été diffusée à partir du 5 septembre 1985 à Télé-Métropole et en différé sur le réseau Pathonic, et en France en 1984 sur Canal+ sous le titre Paul et les Dizygotes.

## Synopsis
La série met en vedette Tom et Annie, des jumeaux d'une quinzaine d'années, et Paul, leur petit frère. Chaque épisode met en scène une intrigue en parallèle à un phénomène scientifique, que les jumeaux, très doués, parviennent à  élucider. L'émission se termine par un court dessin animé titré The Explanation invitant le téléspectateur à tenter une expérience semblable à la maison ou expliquant simplement le phénomène scientifique en cause dans l'émission.

## Distribution
- Andrew Sabiston (VF : Thierry Bourdon ; VQ : Sébastien Dhavernas) : Tom Edison
- Marnie McPhail (VQ : Natalie Hamel-Roy) : Annie Edison
- Sunny Besen Thrasher (en) (VQ : Claudie Verdant) : Paul Edison
- Michael Fantini (VQ : Anne Bédard) : Joey (37 épisodes)
- Milan Cheylov (VQ : Alain Zouvi) : Lance (28 épisodes)
- Elva Mai Hoover (en) : Mme Edison #1 (38 épisodes)
- Judith Norman : Mme Edison #2 (14 épisodes)
- Peter MacNeill : M. Edison #1 (27 épisodes)
- Bob Desrosiers (en) : M. Edison #2 (25 épisodes)
- Corey Haim : Larry (24 épisodes)
- Hadley Obodiac : Terry (23 épisodes)
- Matthew White : Frankie (23 épisodes)
- Brian George : Sergent Paganee (11 épisodes)
- Samantha Follows : Gayle (5 épisodes)

 Source et légende : version québécoise (VQ) sur Doublage.qc.ca